# Zoridae
Zoridae là một họ nhện. Họ này gồm có 13 chi và 73 loài.

## Các chi
- Argoctenus L. Koch, 1878 — New Zealand, Australia
- Elassoctenus Simon, 1909 — Australia
- Hestimodema Simon, 1909 — Australia
- Hoedillus Simon, 1898 — Guatemala
- Israzorides Levy, 2003 — Israel
- Odo Keyserling, 1887 — Central and South America, Australia
- Odomasta Simon, 1909 — Tasmania
- Simonus Ritsema, 1881 — Australia
- Thasyraea L. Koch, 1878 — Australia
- Voraptus Simon, 1898 — Africa
- Xenoctenus Mello-Leitão, 1938 — Argentina
- Zora C. L. Koch, 1847 — Palearctic
- Zoroides Berland, 1924 — Australia